# Манський район
Манський райо́н (рос. Манский район) — адміністративно-територіальна одиниця (район) та муніципальне утворення (муніципальний район) в центральній частині Красноярського краю Росії. Площа 5976 км². Населення - 15 558 осіб (2019 рік).
Адміністративний центр - село Шалинське.

## Географія
Район розташований в центральній частині Красноярського краю. Протяжність району з півночі на південь 197 км. Територією району протікає річка Мана, що дала назву всьому району.
На території району розташована друга в Росії по протяжності ходів печера - «Велика Орішна печера».
В районі знаходяться також печери Баджейська, Темна, Крижана, Біла, Ведмежа, що входять до складу пам'ятника природи крайового значення «Баджейські печери», що підлягають охороні як унікальні ділянки неживої природи і місцеперебування рідкісних видів фауни.
Суміжні території:
- Північ і північний захід: Березовський район
- Північний схід: Уярський район
- Південний схід: Партизанський район
- Південь: Курагінський район
- Південний захід: Балахтинський район

## Історія
Район утворений 4 квітня 1924 року.

## Економіка
Основні галузі економіки району - сільське господарство, в промисловості - лісозаготівля, ленд-девелопмент.